# Kirby Buckets
Kirby Buckets – amerykański sitcom stworzony przez Gabe’a Sydnera i Mike’a Albera na zlecenie Disney XD. Serial swoją amerykańską premierę miał 20 października 2014 roku na kanale Disney XD. Polska premiera serialu nastąpiła 7 marca 2015 roku na antenie Disney XD. Od 1 lutego 2016 roku serial jest emitowany na antenie Disney Channel. 13 stycznia 2015 roku Disney XD oficjalnie ogłosiło 2 sezon serialu.

## Fabuła
13-letni Kirby Buckets marzy o zostaniu słynnym animatorem tak jak jego idol: Mac MacCallister. On zauważa, że jego rysunki nabierają prawdziwych kształtów, więc on i jego dwoje przyjaciół udają się w ciekawą, ale niebezpieczną przygodę.

## Obsada
- Jacob Bertrand jako Kirby Buckets
- Mekai Curtis jako Fish
- Olivia Stuck jako Dawn Buckets
- Tiffany Espensen jako Belinda
- Cade Sutton jako Eli

## Wersja polska
Wersja polska: SDI Media Polska

Reżyseria: Marek Robaczewski

Dialogi: Karolina Sowińska

Dźwięk: Łukasz Fober

Koordynator produkcji: Ewa Krawczyk

W wersji polskiej udział wzięli:
- Barbara Garstka – Belinda
- Jakub Jankiewicz – Kirby
- Natalia Jankiewicz –
  - Dawn,
  - Demarco (odc. 27)
- Jakub Jóźwik – Eli
- Maciej Falana – Fish
- Zofia Zborowska – mama
- Leszek Zduń – tata

W pozostałych rolach:
- Kamil Pruban –
  - Gil,
  - Wielki Tupet (odc. 41)
- Grzegorz Kwiecień –
  - Trzypoślad,
  - Mac MacCallister (odc. 1, 9),
  - dyrektor Mitchell (odc. 2, 10, 13-15, 18-19, 22-24, 26-29, 31, 33-39, 41-48, 50, 52-59),
  - fotograf (odc. 5)
- Mateusz Ceran –
  - Justin Hansen (odc. 2),
  - Levi (odc. 36)
- Karol Jankiewicz –
  - Evan Hansen (odc. 2),
  - Trav (odc. 21, 46),
  - Chip Willis (odc. 42),
  - Smutny Randy (odc. 45, 49, 58),
  - Sebastian (odc. 55)
- Cezary Kwieciński –
  - pan Krause (odc. 3),
  - pan Gibsonson (odc. 27),
  - pan Spiner (odc. 31)
- Jacek Król –
  - sierżant Pounder (odc. 4, 15, 30, 49, 58),
  - trener (odc. 6),
  - Maskotka (odc. 24)
- Jakub Szydłowski –
  - ochroniarz (odc. 4),
  - trener (odc. 5),
  - Dallas Cleveland (odc. 28, 41),
  - dyrektor Jenkins (odc. 29, 48),
  - dentysta Den (odc. 35),
  - Wielki Rick (odc. 38)
- Agnieszka Fajlhauer –
  - szkolna pielęgniarka (odc. 6),
  - pani Stansky (odc. 7)
- Agata Paszkowska –
  - Mandy (odc. 6, 20, 34, 53, 55),
  - fałszywa mama Fisha (odc. 35),
  - Paula (odc. 51),
  - Helen (odc. 59)
- Monika Pikuła – Kourtney Kang (odc. 7)
- Krzysztof Szczepaniak – Shard (odc. 7)
- Michał Podsiadło –
  - Larry Zantron (odc. 8),
  - Carver (odc. 10),
  - Brad (odc. 11)
- Sebastian Machalski –
  - Chandler Parsons (odc. 9),
  - chłopak przypięty do ściany (odc. 14),
  - Chadwin (odc. 16),
  - bracia Zorro (odc. 17),
  - Chip (odc. 18)
- Mateusz Weber –
  - Dave (odc. 11),
  - Todd (odc. 12, 34, 48),
  - Devin (odc. 13),
  - pan Krause (odc. 40)
- Stefan Knothe – pan Bostwick (odc. 14)
- Paweł Ciołkosz –
  - pan Jenkins (odc. 15-16, 23),
  - wujek Leon (odc. 37),
  - sprzedawca łodzi (odc. 38),
  - Mac McCallister (odc. 44, 46),
  - John Wall (odc. 58)
- Karol Osentowski –
  - Bobby 'Gładkie Ręce' Cordiero (odc. 16),
  - Trev (odc. 56, 59)
- Aleksandra Radwan –
  - Skyler (odc. 19),
  - Rebecca Vanderbluff (odc. 25),
  - Dawn Biscuits (odc. 36)
- Sebastian Cybulski –
  - Trev (odc. 21, 46),
  - Wayne (odc. 25),
  - Kirby z przyszłości (odc. 26),
  - pan Krause (odc. 51),
  - Gregory (odc. 53)
- Marek Robaczewski –
  - pan Makaron (odc. 21),
  - Brodziarz (odc. 22),
  - pan Sands (odc. 23),
  - Pułkownik (odc. 34),
  - Guru Brian (odc. 39)
- Maksymilian Bogumił –
  - Cage (odc. 21),
  - Chuck (odc. 23),
  - Ricky (odc. 29, 34, 36-40, 42-43, 45-46, 49-53, 55, 59),
  - Gabe Michaels (odc. 42-43)
- Karol Wróblewski –
  - Chmara (odc. 22),
  - Grozoptak (odc. 22),
  - inspektor (odc. 23),
  - Trace Ruttiger (odc. 30),
  - pan Fister (odc. 32),
  - Apollo (odc. 49),
  - Żart Williams Jr. (odc. 52),
  - świnka morska (odc. 54)
- Joanna Węgrzynowska-Cybińska – mama Rebekki (odc. 25)
- Wit Apostolakis-Gluziński –
  - Steve Gunther (odc. 27),
  - Kimberly (odc. 27)
- Paweł Szczesny –
  - trener Batchelder (odc. 30),
  - hojny jazzman (odc. 32)
- Mirosław Guzowski – Gregory (odc. 31)
- Izabela Dąbrowska – prababcia Inga (odc. 32)
- Anna Sztejner –
  - Elaine (odc. 32),
  - mama Fisha (odc. 35)
- Mateusz Narloch – Dreszcz (odc. 34)
- Bożena Furczyk – mama Eli'a (odc. 35)
- Beniamin Lewandowski –
  - Bucky (odc. 36),
  - Walizka (odc. 44)
- Karolina Bacia – Bird (odc. 36)
- Justyna Kowalska – Tricia Huffy (odc. 37)
- Kamil Kula – Brad (odc. 37, 47)
- Wojciech Żołądkowicz –
  - głos mężczyzny z hostingu strony Kirby'ego (odc. 37),
  - Ashley Goodmop (odc. 38)
- Anna Sroka – pani burmistrz (odc. 40)
- Bernard Lewandowski – Sprint Philips (odc. 43)
- Maksymilian Michasiów – Walizka (odc. 52)
- Magdalena Wasylik – Janis (odc. 57)

Lektor tytułu: Artur Kaczmarski

## Odcinki
| Sezon | Sezon | Odcinki | Oryginalna emisja    | Oryginalna emisja | Oryginalna emisja   | Oryginalna emisja    | Oryginalna emisja |
| Sezon | Sezon | Odcinki | Premiera sezonu      | Finał sezonu      | Premiera sezonu     | Finał sezonu         |                   |
| ----- | ----- | ------- | -------------------- | ----------------- | ------------------- | -------------------- | ----------------- |
|       | 1     | 21      | 20 października 2014 | 19 sierpnia 2015  | 7 marca 2015        | 12 marca 2016        |                   |
|       | 2     | 25      | 7 października 2015  | 29 sierpnia 2016  | 13 marca 2016       | 6 października 2017  |                   |
|       | 3     | 13      | 16 stycznia 2017     | 2 lutego 2017     | 9 października 2017 | 25 października 2017 |                   |

### Sezon 1 (2014-15)
| Nr | Tytuł                               | Reżyseria            | Scenariusz                                                                               | Premiera             | Premiera w Polsce | Kod |
| -- | ----------------------------------- | -------------------- | ---------------------------------------------------------------------------------------- | -------------------- | ----------------- | --- |
| 1  | Cars, Buses and Lawnmowers          | Walt Becker          | Mike Alber & Gabe Snyder                                                                 | 20 października 2014 | 7 marca 2015      | 101 |
| 2  | Flice of the Living Dead            | Savage Steve Holland | Shawn Simmons                                                                            | 27 października 2014 | 14 marca 2015     | 105 |
| 3  | The Legend of Prank Williams Jr     | David Kendall        | Joe Stillman                                                                             | 3 listopada 2014     | 21 marca 2015     | 102 |
| 4  | The Year of Fridays                 | Walt Becker          | Kristofor Brown                                                                          | 10 listopada 2014    | 28 marca 2015     | 103 |
| 5  | Kirby Almighty                      | Savage Steve Holland | Joe Stillman                                                                             | 17 listopada 2014    | 4 kwietnia 2015   | 104 |
| 6  | Killer Puppies                      | Walt Becker          | Mike Alber i Gabe Snyder                                                                 | 24 listopada 2014    | 11 kwietnia 2015  | 106 |
| 7  | Art Attack                          | Steven Tsuchida      | Nicole Shabtai                                                                           | 1 grudnia 2014       | 25 kwietnia 2015  | 108 |
| 8  | Kirby’s Choice                      | Steven Tsuchida      | Ed Bedrosian                                                                             | 2 lutego 2015        | 11 maja 2015      | 107 |
| 9  | Mac's Back                          | Eyal Gordin          | Mike Alber i Gabe Snyder                                                                 | 9 lutego 2015        | 12 maja 2015      | 111 |
| 10 | Kick the Buckets                    | Joe Stillman         | David Kendall                                                                            | 23 lutego 2015       | 13 maja 2015      | 109 |
| 11 | It's a Brad, Brad, Brad, Brad World | Eyal Gordin          | Shawn Simmon                                                                             | 16 marca 2015        | 14 maja 2015      | 110 |
| 12 | Gimme Some Room                     | Alex Winter          | Nicole Shabtai                                                                           | 23 marca 2015        | 15 maja 2015      | 112 |
| 13 | Day of the Cat                      | Jay Karas            | Steve Leff                                                                               | 6 kwietnia 2015      | 21 września 2015  | 114 |
| 14 | The Rise and Fall of 4th Period     | Jay Karas            | Shawn Simmons                                                                            | 17 czerwca 2015      | 22 września 2015  | 115 |
| 15 | The Hurt Box                        | Jay Karas            | Shawn Simmons                                                                            | 24 czerwca 2015      | 23 września 2015  | 116 |
| 16 | Get a Grip                          |                      |                                                                                          | 1 lipca 2015         | 24 września 2015  | 117 |
| 17 | All Hands of Dexter                 | Alex Winter          | Edward J. Bedrosian                                                                      | 8 lipca 2015         | 25 września 2015  | 113 |
| 18 | The AV Kid                          |                      | Mike Alber i Gabe Snyder                                                                 | 15 lipca 2015        | 28 września 2015  | 119 |
| 19 | The Mother of All Lies              | Walt Becker          | Joe Stillman                                                                             | 22 lipca 2015        | 29 września 2015  | 118 |
| 20 | Send in the Clowns                  | Kristofor Brown      | Kristofor Brown, Mike Alber i Gabe Snyder (historia) Mike Alber i Gabe Snyder (teleplay) | 12 sierpnia 2015     | 30 września 2015  | 120 |
| 21 | Viva la Dad                         | David Kendall        | Ed Bedrosian                                                                             | 19 sierpnia 2015     | 12 marca 2016     | 203 |

### Sezon 2 (2015-16)
| Nr | Tytuł                              | Reżyseria            | Scenariusz                 | Premiera             | Premiera w Polsce   | Kod |
| -- | ---------------------------------- | -------------------- | -------------------------- | -------------------- | ------------------- | --- |
| 22 | Failure to Launch                  | Eyal Gordin          | Mike Alber i Gabe Snyder   | 7 października 2015  | 19 marca 2016       | 201 |
| 23 | The Gil in My Life                 | David Kendall        | Timothy Stack              | 14 października 2015 | 20 marca 2016       | 204 |
| 24 | The School Spirit                  | Eyal Gordin          | Kristofor Brown            | 21 października 2015 | 13 marca 2016       | 202 |
| 25 | War and Pizza                      | Linda Mendoza        | Shawn Simmons              | 28 października 2015 | 26 marca 2016       | 205 |
| 26 | The Kirbinator                     | Linda Mendoza        | JD Ryznar                  | 4 listopada 2015     | 27 marca 2016       | 206 |
| 27 | Balloonacy!                        | David Kendall        | Farhan Arshad              | 18 listopada 2015    | 3 kwietnia 2016     | 208 |
| 28 | Kirby Sells Out                    | Eyal Gordin          | Kyle Mack                  | 25 listopada 2015    | 27 lutego 2017      | 209 |
| 29 | It's a Kirbyful Life!              | David Kendall        | Marissa Berlin             | 30 listopada 2015    | 1 marca 2017        | 207 |
| 30 | Atta Boy                           | Jay Karas            | Ed Bedrosian               | 2 grudnia 2015       | 28 lutego 2017      | 212 |
| 31 | I, Gregory                         | Eyal Gordin          | Mike Alber i Gabe Snyder   | 27 stycznia 2016     | 2 marca 2017        | 210 |
| 32 | Weekend with Inga                  | Jay Karas            | Shawn Simmons              | 10 lutego 2016       | 3 marca 2017        | 211 |
| 33 | Ripper Impossible                  | Eyal Gordin          | Ben Glass i Ross Zimmerman | 17 lutego 2016       | 23 kwietnia 2016    | 214 |
| 34 | Kirby to the Max                   | David Kendall        | Timothy Stack              | 24 lutego 2016       | 24 kwietnia 2016    | 215 |
| 35 | Oh, Bros, Where Art Thou?          | David Kendall        | Marissa Berlin             | 2 marca 2016         | 29 sierpnia 2017    | 216 |
| 36 | Twinsies                           | Eyal Gordin          | Kyle Mack                  | 9 marca 2016         | 30 sierpnia 2017    | 217 |
| 37 | Say Uncle                          | Eyal Gordin          | JD Ryznar                  | 16 marca 2016        | 23 sierpnia 2017    | 213 |
| 38 | When Mitchell Met Dad              | Eyal Gordin          | Mike Alber i Gabe Snyder   | 23 marca 2016        | 31 sierpnia 2017    | 218 |
| 39 | Mitchell's Gauntlet                | Savage Steve Holland | Mike Alber i Gabe Snyder   | 30 marca 2016        | 27 września 2017    | 220 |
| 40 | Call of Doodie                     | Joe Menendez         | Joe Stillman               | 20 czerwca 2016      | 28 września 2017    | 221 |
| 41 | Tunnel Babies                      | Joe Menendez         | JD Ryznar                  | 27 czerwca 2016      | 29 września 2017    | 222 |
| 42 | Buckets of Money                   | David Kendall        | Bijan Shams-Pirzadeh       | 11 lipca 2016        | 2 października 2017 | 224 |
| 43 | Torched                            | David Kendall        | Ed Bedrosian               | 25 lipca 2016        | 3 października 2017 | 219 |
| 44 | Me Time: The Ballad of Mac and Mom | Savage Steve Holland | Shawn Simmons              | 15 sierpnia 2016     | 4 października 2017 | 219 |
| 45 | Battle of the Ballot               | Kristofor Brown      | Mike Alber i Gabe Snyder   | 22 sierpnia 2016     | 5 października 2017 | 225 |
| 46 | The Goods                          | Kristofor Brown      | Mike Alber i Gabe Snyder   | 29 sierpnia 2016     | 6 października 2017 | 226 |

### Sezon 3: Warped (2017)
| Nr | Tytuł                                     | Reżyseria            | Scenariusz                 | Premiera         | Premiera w Polsce    | Kod |
| -- | ----------------------------------------- | -------------------- | -------------------------- | ---------------- | -------------------- | --- |
| 47 | Yep, This Is Happening                    | Kristofor Brown      | Mike Alber i Gabe Snyder   | 16 stycznia 2017 | 9 października 2017  | 301 |
| 48 | Bad Seed                                  | Mathew Rudenberg     | Kristofor Brown            | 17 stycznia 2017 | 10 października 2017 | 302 |
| 49 | Queen for a Dawn                          | Trish Sie            | Timothy Stack              | 18 stycznia 2017 | 11 października 2017 | 303 |
| 50 | Forest Hills Blues                        | Trish Sie            | Timothy Stack              | 19 stycznia 2017 | 12 października 2017 | 304 |
| 51 | Cool Chad                                 | Trish Sie            | Romanski                   | 20 stycznia 2017 | 13 października 2017 | 305 |
| 52 | The Unpranked                             | Jay Karas            | Ed Bedrosian               | 23 stycznia 2017 | 16 października 2017 | 306 |
| 53 | Commander Kirbo                           | David Kendall        | Kyle Mack                  | 24 stycznia 2017 | 17 października 2017 | 307 |
| 54 | Dr. Mac 'n' Cheese's Labyrinth of Horrors | David Kendall        | Erin Wagoner               | 25 stycznia 2017 | 18 października 2017 | 308 |
| 55 | Closing Time                              | Troy Rowland         | Bijan Shams-Pirzadeh       | 26 stycznia 2017 | 19 października 2017 | 309 |
| 56 | A Tale of Two Kirbys                      | Skot Bright          | Mike Alber i Gabe Snyder   | 30 stycznia 2017 | 20 października 2017 | 310 |
| 57 | That Sinking Feeling                      | Savage Steve Holland | Ben Glass i Ross Zimmerman | 31 stycznia 2017 | 23 października 2017 | 311 |
| 58 | Orbed and Dangerous                       | Savage Steve Holland | Kristofor Brown            | 1 lutego 2017    | 24 października 2017 | TBA |
| 59 | Yep, Still Happening                      | Kristofor Brown      | Mike Alber i Gabe Snyder   | 2 lutego 2017    | 25 października 2017 | TBA |